# 151 هـ
151 هـ هي سنة في التقويم الهجري امتدت مقابلةً في التقويم الميلادي بين سنتي 768 و769.

## أحداث
- * فشل ثورة أستاذ سيس في خراسان على الدولة العباسية ومقتل أستاذ سيس

## وفيات
- ابن إسحاق - عالِم ومحدث ومؤرخ عربي.
- صالح بن علي العباسي.
- جعفر الأكبر.